# Somatochlora septentrionalis
Somatochlora septentrionalis är en trollsländeart som först beskrevs av Hagen 1861.  Somatochlora septentrionalis ingår i släktet glanstrollsländor, och familjen skimmertrollsländor. Inga underarter finns listade i Catalogue of Life.